# Homosexualität in Russland

Russland auf der politischen Weltkarte

Homosexualität ist in Russland gesellschaftlich überwiegend tabuisiert; homosexuelle Handlungen sind jedoch weitgehend (mit Ausnahme Tschetscheniens) legal. Mit dem Argument des Kinderschutzes war „homosexuelle Propaganda“ in der Öffentlichkeit in manchen Regionen Russlands schon von 2006 bis 2013 unter Verbot gestellt worden. Am 30. Juni 2013 unterzeichnete Präsident Wladimir Putin ein Gesetz auf föderaler Ebene, das jegliche positiven Äußerungen über Homosexualität in Anwesenheit von Minderjährigen oder über Medien wie das Internet unter Strafe stellt. Der Staat erkennt keine gleichgeschlechtlichen Partnerschaften an und verbietet seit dem 3. Juni 2013 auch die Adoption durch gleichgeschlechtliche Ehepaare im Ausland.

## Der rechtliche Status homosexueller Handlungen

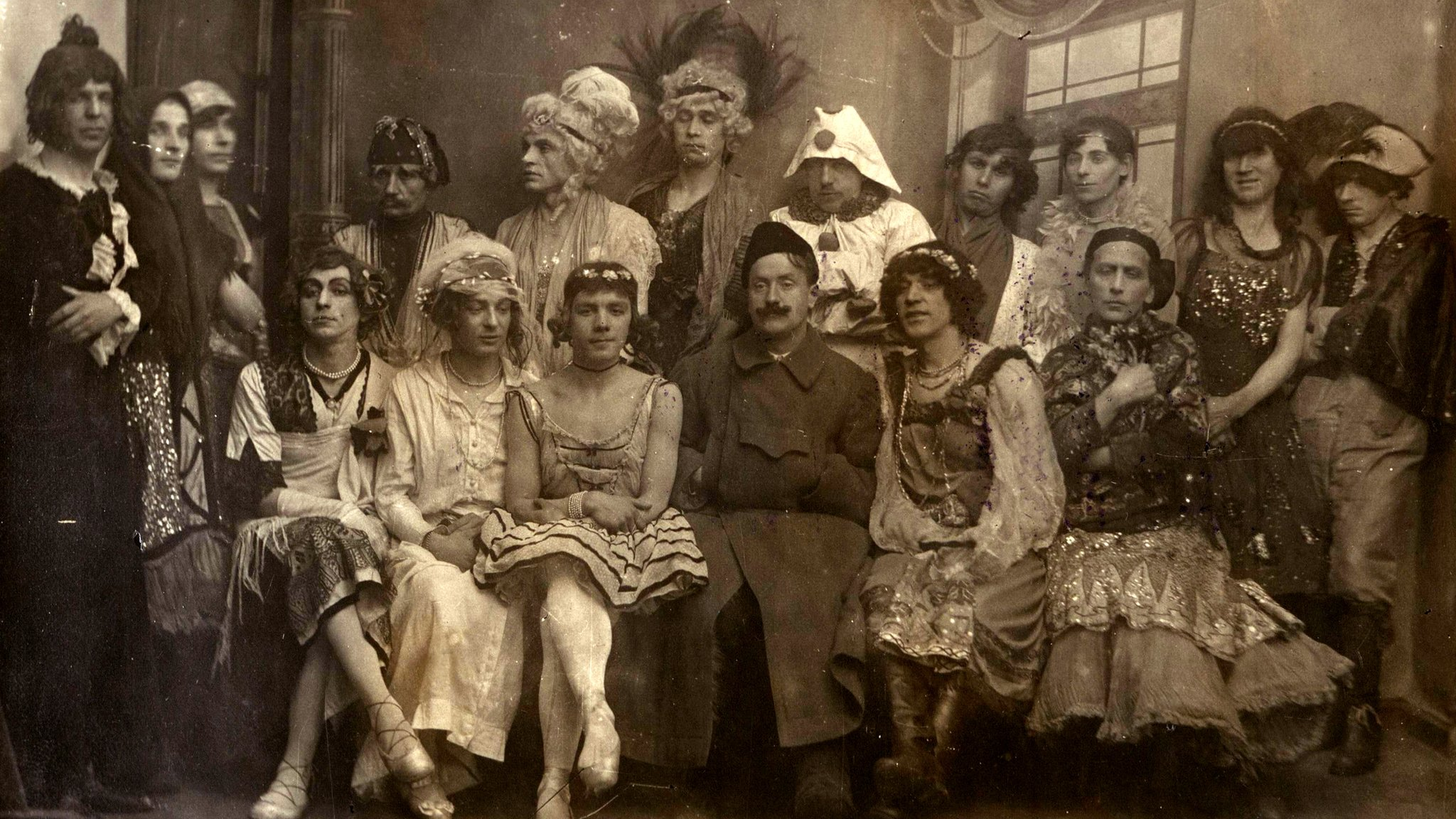
Mitglieder eines privaten „Gay-Clubs“ in Petrograd 1921

### Zarenreich und Sowjetunion
Im Zarenreich war Homosexualität zuletzt auf westlichen Einfluss hin strafbar: Das erste Verbot gleichgeschlechtlicher Beziehungen schrieb Heinrich von Huyssen zunächst 1706 nur für ausländische Soldaten (10 Jahre später für alle aber mit viel geringerer Strafe). Im Leben außerhalb des Militärs war man tolerant. 1832 wurde Sodomie für die ganze Bevölkerung kriminalisiert während dem Bündnis von Zar Nikolaus I mit den Deutschen. Eine Definition fehlte aber und es gab sowieso keine Bestrafung im ausschweifenden Adel. Gerichtlich verurteilt wurden von 1874 bis 1904 nur 440 von 1066 Angeklagten, meist von Tätern, die mit Gewalt vorgegangen waren. Nach der Revolution von 1905 stieg die Zahl und es gab in nur 8 Jahren 911 Verfahren mit 504 Verurteilungen, aber fast nur im Kaukasus. Dort sollte die Tradition des Bacha bazi bekämpft werden.
Mit der Einführung des neuen Strafgesetzbuches in der Sowjetunion 1921 wurde die Homosexualität legalisiert. Dies wurde jedoch 1934 wieder geändert.
Das Strafrecht der Sowjetunion bestrafte ab 1934 nach Artikel 121 sexuelle Handlungen zwischen Männern (muscheloschstwo, мужеложство; wörtlich etwa „Beischlaf mit Männern“) mit bis zu fünf Jahren Gefängnis oder Zwangsarbeit. Zudem wurden homosexuelle Personen anstelle von Gefängnisstrafen oft und auf unbestimmte Zeit in psychiatrischen Kliniken untergebracht und zu einer „Behandlung“ gezwungen. Dieses Gesetz galt bis 1993. Oft wurde es auch gegen bloße Regimegegner eingesetzt. Von 1934 bis 1991 wurden 60.000 bis 250.000 Männer aufgrund von Artikel 121 verurteilt. Unter anderen wurden auch der bisexuelle Chef des NKWD Nikolai Jeschow, der Gelehrte Lew Klein und der Filmregisseur Sergei Paradschanow nach dem Artikel 121 verurteilt. Die sowjetische Bevölkerung konnte kaum Informationen über Homosexualität aus öffentlichen Quellen erfahren. Als gesellschaftliches Thema wurde Homosexualität „totgeschwiegen“.

### Legalisierung im postsowjetischen Russland
Am 27. Mai 1993 wurden homosexuelle Handlungen zwischen Erwachsenen legalisiert, und seit 1999 steht Homosexualität auch in Russland nicht mehr auf der Liste der Geisteskrankheiten.
Staatlicherseits sind homosexuelle Paare nicht anerkannt. Es ist keine gleichgeschlechtliche Ehe vorgesehen, weswegen die Frage nach Adoption für homosexuelle Paare hinfällig ist. Unverheiratete Einzelpersonen dürfen aber Kinder adoptieren, dabei wird die sexuelle Orientierung nicht geprüft.

### Schutzalter
In Russland gilt seit 2003 wieder das allgemeine Schutzalter von 16 Jahren (Artikel 134–135 russisches StGB). Von 1998 bis 2003 betrug das Schutzalter 14 Jahre. Das russische Strafgesetzbuch unterscheidet dabei zwischen sexuellem Missbrauch von Kindern unter 12 Jahren und sexuellem Missbrauch von Jugendlichen unter 14 bzw. 16 Jahren. Strafbar macht sich jede Person, die das 18. Lebensjahr vollendet hat; bei sexuellen Handlungen mit Kindern unter 12 Jahren jede strafmündige Person.
Im Sexualstrafrecht werden Homosexuelle durch härtere Strafen diskriminiert. Während die Höchststrafe für einen einvernehmlichen heterosexuellen Kontakt mit einem Jugendlichen von 14 bzw. 15 Jahren vier Jahre beträgt, werden die ebensolchen homosexuellen Kontakte mit Gefängnis von bis zu sechs Jahren bestraft (Artikel 134, Abs. 1–2). Außerdem können heterosexuelle Kontakte nicht mit Gefängnis bestraft werden, wenn der Altersunterschied zwischen dem Opfer und dem Täter weniger als vier Jahre beträgt, was für homosexuelle Kontakte nicht gilt.
Im Fall einvernehmlicher heterosexueller Kontakte kann das Gericht von der Strafe absehen, wenn der Täter gegen die Paragrafen 134–135 zum ersten Mal verstößt, das Opfer das 14. Lebensjahr vollendet hat und die beiden bereits eine Ehe eingegangen sind. Das russische Familiengesetzbuch erlaubt erst mit 18 Jahren zu heiraten, gleichzeitig wird erklärt, dass das Mindestheiratsalter auch gesenkt werden kann, wenn es regionale Gesetze erlauben. In manchen Regionen Russlands wurde das gesetzliche Mindestalter zum Heiraten auf 16, 15 bzw. 14 Jahre herabgesetzt oder gar aufgehoben. Jedenfalls braucht eine minderjährige Person eine Heiratsgenehmigung von Behörden. Da die gleichgeschlechtlichen Partnerschaften in Russland keine Anerkennung haben, ist es nur einem heterosexuellen Täter möglich, durch Heirat des Opfers eine Strafe zu vermeiden. Somit ist Russland neben der Vatikanstadt der einzige Staat Europas, der Homosexuelle noch durch spätere Erreichbarkeit der Sexualmündigkeit diskriminiert, was sich auch auf die russisch besetzten Teile der Ukraine auswirkt.
Seit Juli 2013, als das föderale Gesetz gegen die so genannte „Homo-Propaganda“ in Kraft getreten ist, gibt es eine Rechtskollision, indem der homosexuelle Kontakt einer erwachsenen Person mit einem Jugendlichen von 16 bzw. 17 Jahren nicht strafbar ist, aber jegliche positive Äußerung über Homosexualität in Anwesenheit dieser minderjährigen Person unter Strafe steht.

## Gesellschaftliche Situation heute

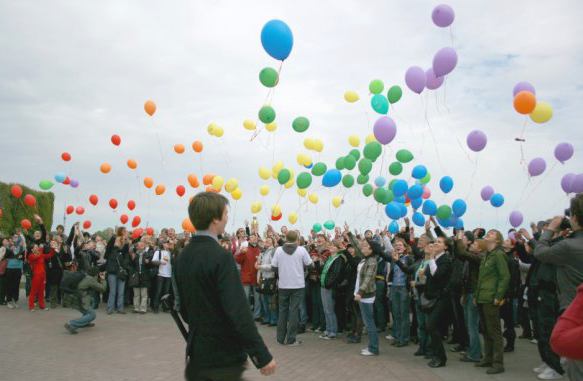
Rainbow-Flash in Sankt Petersburg

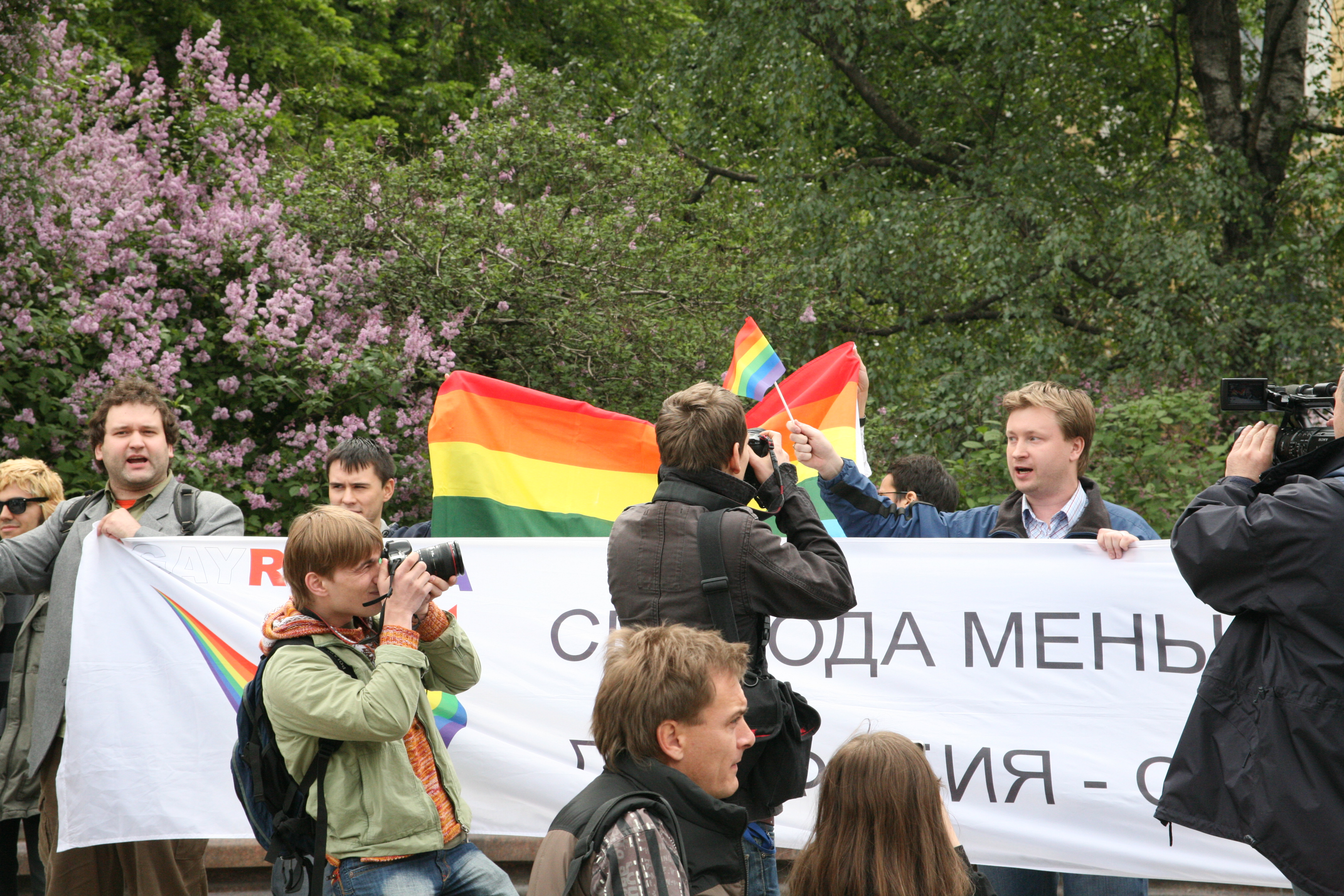
Moskva Pride 2008

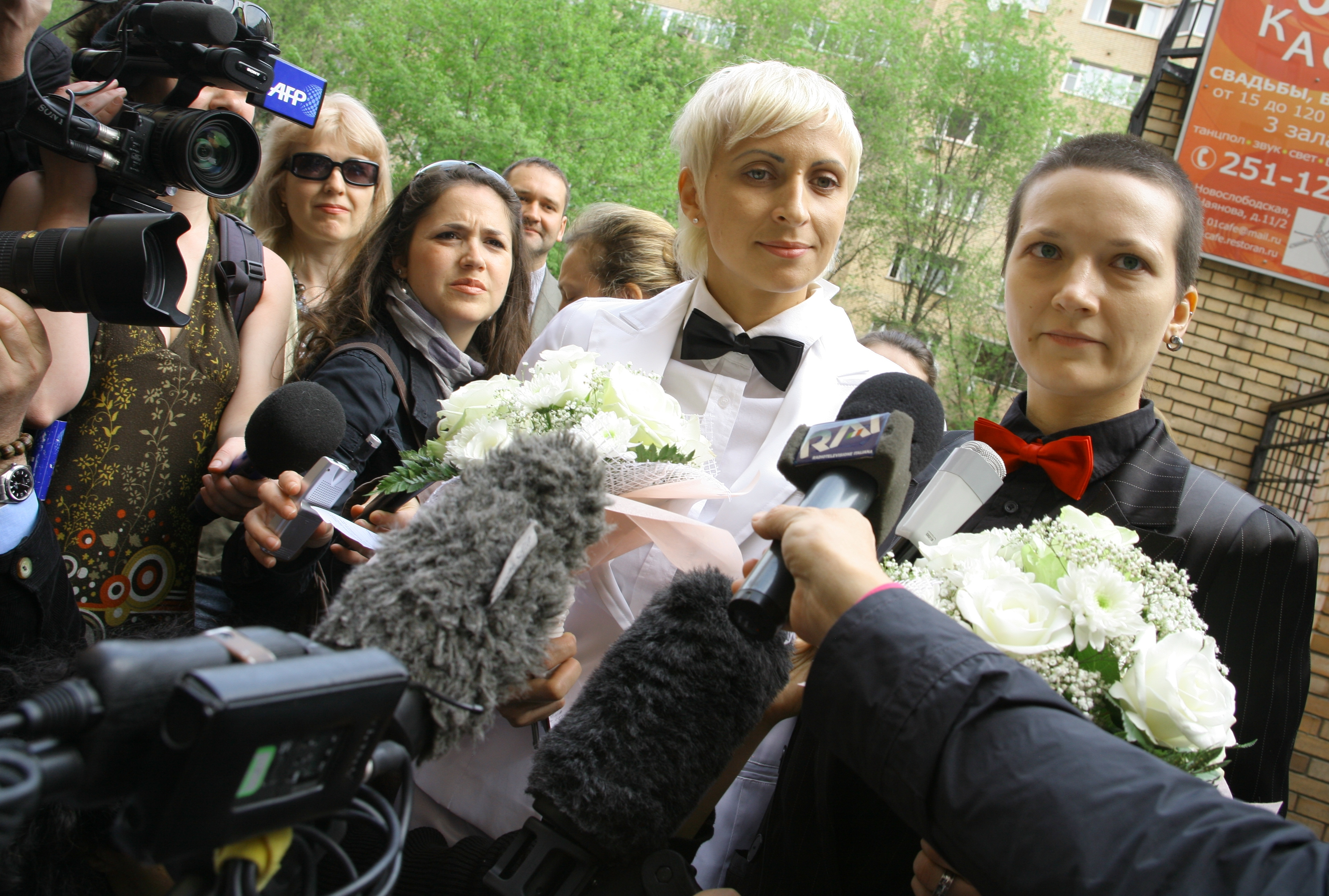
Im Mai 2009 versuchten zwei lesbische Frauen offiziell zu heiraten.

Homosexualität wird in der russischen Gesellschaft bisher tabuisiert. Homosexuelle werden im Russischen oft als „nicht traditionell sexuell Orientierte“ bezeichnet.
Am 16. Mai 2009 wurden bei einer Kundgebung von homosexuellen Menschen vor dem Eurovision Song Contest in Moskau etwa 40 Demonstranten durch die russische Polizei kurzzeitig festgenommen. Im Oktober 2009 fand ein Filmfestival für Schwule statt, bei dem aus Angst vor Repressalien seitens der Bevölkerung und des Staates die Vorführungszeiten und -orte nur eingeweihten Gästen bekannt gegeben wurden.

### Umfragen
Laut einer 2010 durchgeführten Meinungsumfrage des Lewada-Zentrums hielten 38 Prozent der befragten Russen die Homosexualität für moralisch verwerflich, weitere 36 Prozent für eine psychische Krankheit. Nur 15 Prozent gaben an, dass Homosexualität eine alternative Form der menschlichen Sexualität sei. 39 Prozent stimmten dem Vorschlag zu, Homosexuelle ohne deren Einwilligung einer Heilbehandlung zu unterziehen oder von der Gesellschaft zu isolieren. Vier Prozent meinten, dass alle Schwulen und Lesben liquidiert werden sollten. 84 Prozent waren gegen die Einführung einer gleichgeschlechtlichen Ehe, gerade einmal 14 Prozent befürworten dies. Die nationale Umfrage von WZIOM zeigte im April 2012, dass 86 Prozent der Bevölkerung die Verbotsgesetze gegen „homosexuelle Propaganda“ befürworteten.
Eine im Februar 2013 durchgeführte Meinungsumfrage (1600 erwachsene Befragte aus 45 Regionen Russlands) des Lewada-Zentrums zeigte ähnliche Ergebnisse. Etwa 34 Prozent der Befragten hielten Homosexualität für eine behandlungsbedürftige Krankheit. Etwa 23 Prozent denken, dass die Homosexualität das Ergebnis schlechter Erziehung oder eine schlechte Angewohnheit sei. Noch 17 Prozent der Russen sehen die gleichgeschlechtliche Neigung als Ergebnis einer Verführung. Nur 16 Prozent der Befragten sind der Meinung, dass Homosexualität eine ab der Geburt vorgegebene sexuelle Orientierung ist, die das gleiche Recht auf Existenz hat, wie Heterosexualität. Die Anzahl der Russen, die Homosexuelle physisch vernichten würden, ist seit 2010 von vier auf fünf Prozent gestiegen. Gegen die gleichgeschlechtliche Ehe äußerten sich 85 Prozent der Befragten (um ein Prozentpunkt mehr), dafür waren nur fünf Prozent (um neun Prozentpunkte weniger). 89 Prozent gaben an, dass sie keine Homosexuellen persönlich kennen.
Die Umfrage des Lewada-Zentrums zum 17. Mai 2013 zeigte, dass 51 Prozent der Befragten eine „Zwangsheilung“ und strafrechtliche Verfolgung von Lesben und Schwulen begrüßen würden. Etwa drei Viertel der Russen sind laut Umfrage für ein Verbot jeglicher öffentlicher Bekundung von Homosexualität. Nur acht Prozent der Bevölkerung äußern sich dafür, dass Homosexuellen geholfen werden sollte, sich in der Gesellschaft zu integrieren. Etwa 31 Prozent der Befragten würden die Schwulen und Lesben einfach in Ruhe lassen.
Noch eine Umfrage von 2013 hat sich auch damit beschäftigt, was die Bevölkerung als „Propaganda von Homosexualität“ bewerten würde. Dazu wurde eine Fernsehsendung oder ein Artikel über das Leben von LGBT (75 Prozent der Befragten), ein persönliches Gespräch mit Vertretern sexueller Minderheiten (50 Prozent), eine Fernsehsendung über die Ursachen von Homosexualität (65 Prozent), Demonstrationen und Aktionen zum Schutz der Rechte von sexuellen Minderheiten (81 Prozent), die gleichgeschlechtliche Beziehungen darstellende Belletristik und Kinofilme (74 Prozent), Gay-Prides (83 Prozent), das Aufwachsen mit gleichgeschlechtlichen Eltern (78 Prozent), das freie Zeigen homosexueller Gefühle (Küssen, Umarmen) (84 Prozent) gezählt. Circa 61 Prozent der Russen haben Angst um ihre Kinder oder Enkel, dass sie Opfer der „homosexuellen Propaganda“ werden könnten, 67 Prozent befürworten die Bestrebungen der russischen Regierung für das Verbot der „Propaganda von Homosexualität“ und nur 14 Prozent sind dagegen. Etwa 86 Prozent der Befragten gaben an, dass sie sich nicht für die Rechte Homosexueller interessieren. Etwa 14 Prozent interessieren die Gesetze zum Verbot der „Propaganda von Homosexualität“ auch nicht.
In einer Umfrage im Jahr 2019 unterstützten 47 Prozent der Befragten die Gewährung gleicher Rechte für Homosexuelle, aber fast 60 Prozent würden nicht neben Homosexuellen leben wollen.

## Russische Homosexuellenbewegung

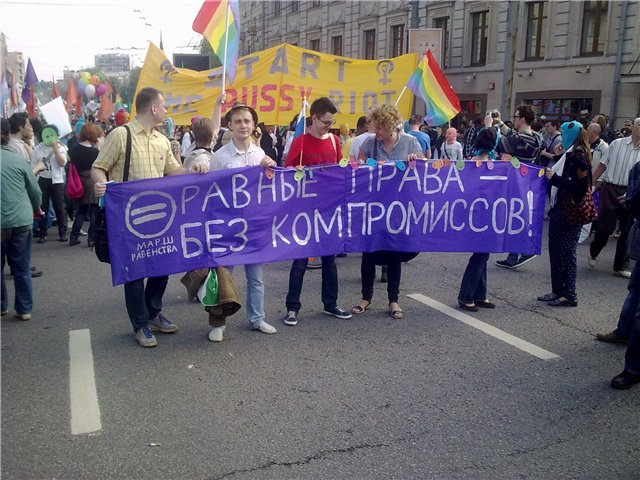
Equality March am 6. Mai 2012 in Moskau

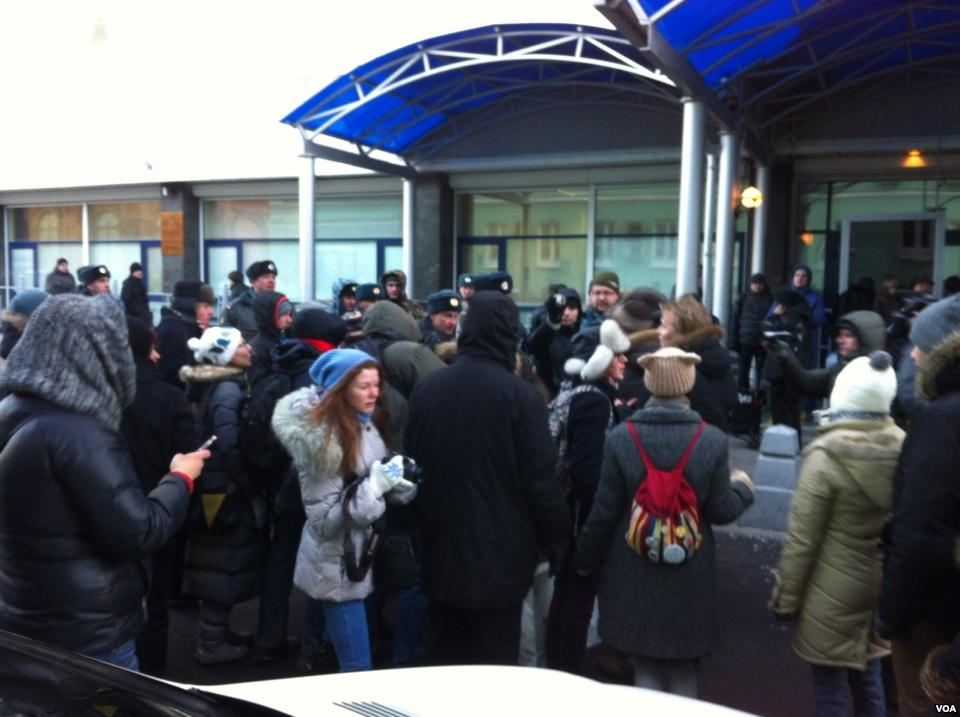
Flashmob Kiss-In vor der russischen Duma am 19. Dezember 2012

Offene gesellschaftliche Gruppen und Vereine von sexuellen Minderheiten werden staatlich zumeist nicht anerkannt.
Im Jahr 2005 gründete Nikolai Alexejew das Projekt „GayRussia“, es wurde sehr schnell eine der Hauptinformationsquellen für die Situation von LGBT in Russland. Im Juli 2005 sprach Alexejew erstmals die Idee eines „Moscow Pride“ bei einer Pressekonferenz aus. Der Moscow Pride wurde bisher regelmäßig durch den Moskauer Oberbürgermeister Juri Luschkow verboten, er bezeichnete diese Veranstaltung als „Satanshow“.
Im Mai 2006 fand in Moskau eine Versammlung für die Gleichberechtigung von homosexuellen Bürgern statt. Die begleitende Parade wurde von Luschkow untersagt. Einige Aktivisten gingen jedoch auf die Straße und wollten am Mahnmal des unbekannten Soldaten Blumen niederlegen. Dabei kam es zu gewalttätigen Übergriffen von rechtsextremen Gegendemonstranten und der Polizei. Ungefähr 50 Demonstranten und 20 Gegendemonstranten wurden verhaftet. Auch der Bundestagsabgeordnete von Bündnis 90/Die Grünen, Volker Beck, wurde dabei verletzt und festgenommen. Das Verbot der Demonstration, das mit Sicherheitsbedenken begründet war, wurde am 22. August von einem Gericht in Moskau bestätigt. Der damalige Bürgermeister Juri Luschkow begrüßte dies. Er hielt die Kundgebung „vor allem aus moralischen und ethischen Gründen“ für unzulässig. Auch das Berufungsgericht erklärte das Verbot der Demonstration für rechtens. Die Organisatoren wollten sodann beim Europäischen Gerichtshof für Menschenrechte Einspruch erheben.
Auch im Jahr 2007 wollte Luschkow die CSD-Demonstration verbieten: Es handele sich um eine „Satanshow“. Im November 2010 fand eine erstmals staatlich genehmigte Demonstration homosexueller Menschen in Sankt Petersburg statt.
Seitdem die Regierung das Verbot von so genannter „homosexueller Propaganda“ in mehreren russischen Regionen eingeführt hatte, fanden mehrere Demonstrationen und Proteste der LGBT-Aktivisten statt. Die Teilnehmer dieser Veranstaltungen wurden in vielen Fällen gewaltsam von den Befürwortern der Gesetze angegriffen. Außerdem wurden oft die Protestierenden anstatt der Angreifenden festgenommen.
Am 20. Januar 2013 wurden sechs friedlich demonstrierende LGBT-Aktivisten in der Provinzhauptstadt Woronesch von über 500 Menschen angegriffen. Die Zusammenkunft dieser Personen, die mit Hitlergruß und Hass-Parolen erschienen und die Demonstranten mit Schneebällen, Flaschen und anderen Gegenständen bewarfen und anschließend verprügelten, war nicht angemeldet. Die Polizei, die dieser Veranstaltung nur 10 Polizisten zuteilte, unternahm keine schützenden Handlungen. Die Mitarbeiter des in der Nähe liegenden Sportgeschäfts Adidas drapierten die Schaufensterpuppen im Hitlergruß aus Solidarität mit den Prügelnden. Während des Widerstands wurden mindestens drei LGBT-Aktivisten schwer verletzt und hospitalisiert, darunter auch Frauen. Noch am selben Tag postete der Autor des Petersburger Gesetzes gegen „homosexuelle Propaganda“ Witali Milonow in seinem Twitter: Woronesch ist toll.
Am 22. Januar 2013 gab es öffentliche Aktionen in Moskau, Sankt Petersburg, Samara, Archangelsk und Tomsk gegen den Gesetzentwurf. Eine Demonstration fand auch vor der russischen Botschaft in Brüssel statt.
Spät im Jahr 2023 wurde die nicht existierende „internationale LGBT-Bewegung“ als extremistische Organisation qualifiziert. Fast jeder Umstand kann damit willkürlich als Nachweis für die Beteiligung an einer verbotenen Organisation dienen.
In Clubs und auf Partys wurden Razzien durchgeführt.

## Haltung der Politik
Im Jahr 2002 stellte der damalige Abgeordnete Dmitri Rogosin den Antrag, homosexuelle Handlungen unter Männern wieder mit Gefängnis bis zu fünf Jahren zu bestrafen. Zwischen 2001 und 2008 durften homosexuelle Männer kein Blut spenden.
Der Gouverneur der Oblast Tambow Oleg Betin („Einiges Russland“), der von 1999 bis 2015 im Amt war, ließ in einem Interview am 16. Mai 2008 gegenüber der Boulevardzeitung „Komsomolskaja Prawda“ seiner Wut über die „schwule Kloake“ in seiner Stadt freien Lauf und sagte: „Toleranz? Zur Hölle damit! „Blaue“ (im Russischen entspricht das etwa „Schwuchteln“) sollte man in Stücke reißen und die Teile in alle Himmelsrichtungen verstreuen. […] Ich bin gegen Perversion. Die Prinzipien der Orthodoxie sollten unberührt bleiben.“ Ein Antrag auf ein Strafverfahren wegen der Hassrede (im russischen Strafgesetzbuch gehören die Hassreden gegen eine soziale Gruppe zu extremistischen Straftaten) wurde abgewiesen. Laut dem Gericht stellen Homosexuelle keine soziale Gruppe dar. Außerdem seien die Worte von Betin nach der vom Gericht einberufenen Expertise keine Beleidigungen. Einer Demonstration gegen Betin, welche am 10. Oktober 2008 stattgefunden haben soll, stimmten die Behörden zu und sie ist somit die erste genehmigte Demonstration der russischen Schwulenbewegung.
Keine russische Partei setzt sich in ihrem Parteiprogramm für die Rechte Homosexueller ein. Den meisten russischen Politikern ist das Thema zu heikel, um sich für Gleichberechtigung oder Nicht-Diskriminierung einzusetzen. Mehrere Mitglieder der Oppositionspartei Jabloko äußerten sich gegen Gesetze gegen „homosexuelle Propaganda“, aber die Partei hat derzeit keinen Sitz in der Staatsduma und ist nur gering in den regionalen Parlamenten vertreten.

### Gesetze gegen „homosexuelle Propaganda“

#### Verabschiedung der Gesetze in russischen Regionen

Gesetze zum Verbot der „homosexuellen Propaganda“ in russischen Regionen

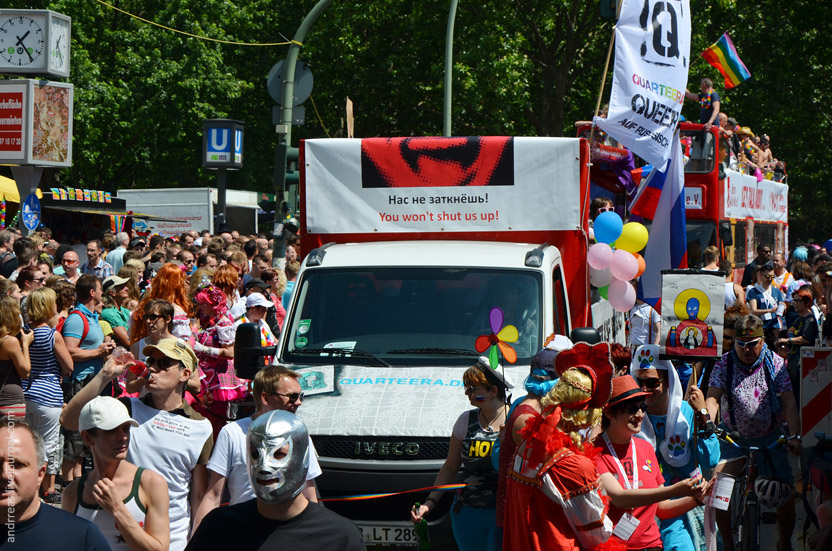
Quarteera und russischsprachige LGBT-Community Deutschlands protestierten auf dem Berliner CSD 2012 gegen homophobe Gesetze in Russland.

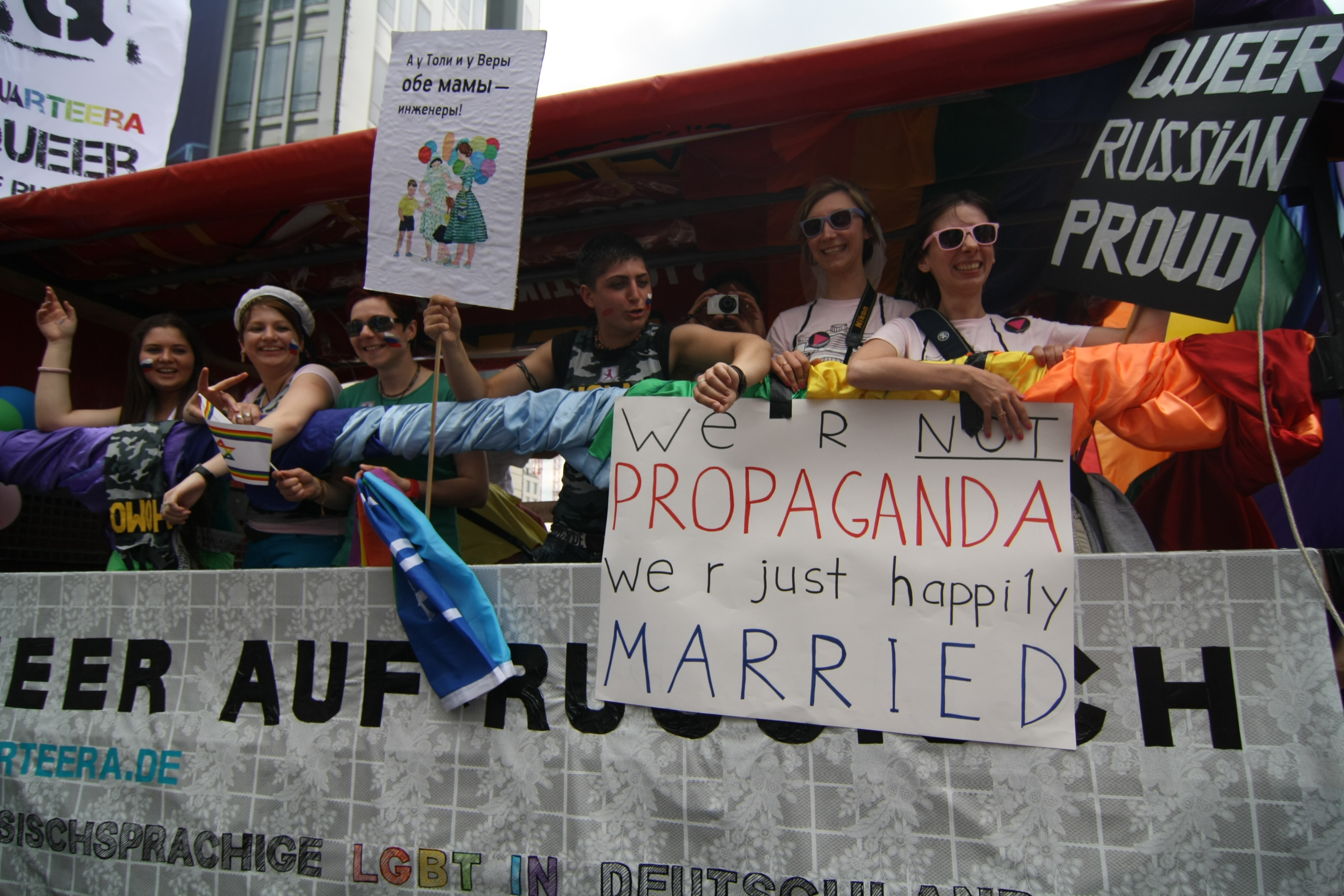
„Wir sind keine Propaganda! Wir sind glücklich verheiratet“ – ein Plakat russischsprachiger LGBT-Aktivisten auf dem Berliner CSD 2012.

Von 2011 bis 2013 wurden in Sankt Petersburg und elf weiteren Regionen Russlands (Stand: 25. April 2013) auf kommunaler Ebene Verbotsgesetze verabschiedet, die so genannte homosexuelle Propaganda in der Öffentlichkeit unmöglich machen sollen, und in noch mehr Regionen werden ähnliche Gesetze geprüft. Auch in Moskau forderte die orthodoxe Öffentlichkeit das Stadtparlament im Oktober 2012 auf, ein Gesetz zu erarbeiten, das der Gesetzgebung St. Petersburgs entspricht. Diese Initiative wurde von Moskauer Abgeordneten unterstützt.
Am 24. Januar 2013 wurde ein Gesetz, das die öffentliche Propaganda von Homosexualität, Bisexualität und Pädophilie in der Oblast Kaliningrad nicht nur unter Minderjährigen, sondern unter der ganzen Bevölkerung verbietet, verabschiedet. Kaliningrad wurde damit zur ersten Region Russlands, die das Verbot der „homosexuellen Propaganda“ auf die ganze Bevölkerung ausgedehnt hat.
Laut der Gesetze gegen die „Schwulenpropaganda“ können öffentliche Demonstrationen mit Plakaten, die zum Beispiel die Aufschrift „Schwul sein ist normal“ tragen, bestraft werden. Solche Maßnahmen machen auch die Aufklärungsprojekte für Jugendliche über Homo-, Bi- und Transsexualität strafbar. Die Verbotsgesetze wurden in manchen Städten mit entsprechenden Gesetzen zu Pädophilie zusammengestellt und als Gesetze gegen „Propaganda von Homosexualität und Pädophilie“ verabschiedet. Das Gesetz wird auch verwendet, um Inhalte im Internet zu verbieten. Im März 2018 setzte die Aufsichtsbehörde Roskomnadsor das Internetportal Gay.ru – eine der größten LGBT-Seiten in Russland – auf die Liste verbotener Seiten, weil Gay.ru „nicht-traditionelle sexuelle Beziehungen“ propagiere.
Am 3. Oktober 2012 entschied der Oberste Gerichtshof Russlands nach der Klage des Russischen LGBT-Netzes, dass das regionale Gesetz gegen die „homosexuelle Propaganda“, das im März 2012 in Sankt Petersburg in Kraft getreten ist, nicht in Widerspruch mit den föderalen Gesetzen steht. Das Gesetz in der Oblast Archangelsk wurde vom Obersten Gerichtshof auch bestätigt. Laut Gerichtsurteil soll das Verbot einer solchen Propaganda kein Hindernis für die Geltendmachung des Rechts darstellen, allgemeine und neutrale Informationen über Homosexualität zu verbreiten bzw. öffentlich zu diskutieren.
Im März 2013 haben die Petersburger Stadtabgeordneten aus der Partei Jabloko ein Gesetz vorgeschlagen, welches das Gesetz gegen die „homosexuelle Propaganda“ in Sankt Petersburg, wo es seit dem 30. März 2012 in Kraft ist, wieder außer Kraft setzen soll. Der Gesetzentwurf sollte im April 2013 beraten worden sein.
Ein recht ähnliches Gesetz gab es in Österreich von 1971 bis 1997 mit dem § 220 öStGB „Werbung für Unzucht mit Personen des gleichen Geschlechts“ („öffentliches Auffordern oder Gutheißen in einer Art, die geeignet ist, solche Handlungen nahezulegen“), welches selten, aber doch über das Presserecht judiziert wurde. So wurden beispielsweise im Jahre 1990 (Berufung 1991) mehrere Publikationen der HOSI Wien eingezogen, einige extra für Jugendliche und junge Erwachsene. Von 1989 bis 2000 bestand der wortgleiche Paragraph in Liechtenstein.

##### Liste der Regionen mit dem gesetzlichen Verbot der „Propaganda von Homosexualität“
- Oblast Rjasan (verabschiedet am 24. Mai 2006),
- Oblast Archangelsk (verabschiedet am 28. September 2011),
- Stadt Sankt Petersburg (verabschiedet am 16. November 2011, in Kraft getreten am 30. März 2012),[37]
- Oblast Kostroma (verabschiedet am 27. Dezember 2011),
- Oblast Nowosibirsk (verabschiedet am 7. Juni 2012),
- Oblast Magadan (verabschiedet am 5. Juni 2012, in Kraft getreten am 29. Juni 2012),
- Region Krasnodar (verabschiedet am 20. Juni 2012),
- Oblast Samara (verabschiedet am 26. Juni 2012),
- Autonomer Kreis der Tschuktschen (Datum unklar),
- Republik Baschkortostan (verabschiedet im Juli 2012),
- Oblast Kaliningrad (verabschiedet am 24. Januar 2013),[51]
- Oblast Irkutsk (verabschiedet am 24. April 2013).[52]

#### Gesetzgebung auf föderaler Ebene
Ein ähnlicher Gesetzentwurf für das ganze Land, der angeblich Kinder und Jugendliche schützen soll, wurde in der Staatsduma von einer Gruppe Politiker aus Nowosibirsk, wo ein ähnliches Gesetz auf kommunaler Ebene früher in Kraft getreten ist, vorgelegt. Der Entwurf sollte am 19. Dezember 2012 in der Duma in der ersten Lesung erörtert werden, dies wurde aber mehrmals verschoben. Ende Januar 2013 nahm die Duma das Gesetz in erster Lesung an, wobei 388 Abgeordnete im 450 Sitze zählenden Parlament dafür stimmten.
Am 11. Juni 2013 verabschiedete die Duma in zweiter und dritter Lesung ein föderales Verbot der „Propaganda von nicht-traditionellen sexuellen Beziehungen gegenüber Minderjährigen“. Damit drohen Schwulen und Lesben, die sich in der Öffentlichkeit bekennen, Geldstrafen und sogar Haft. Das Gesetz verbietet jegliche positive Berichterstattung über Homosexualität. Das Parlament stimmte einstimmig mit 436 Stimmen bei nur einer Enthaltung für das Gesetz. Laut letzten Umfragen von WZIOM befürworten 88 Prozent der Bevölkerung dieses Gesetz, 42 Prozent sind sogar für die Strafbarkeit der Homosexualität selbst. Am Tag der letzten Lesung wurden vor der Duma Dutzende von LGBT-Aktivisten bei einem Kiss-In verhaftet, darunter die lesbische Journalistin Jelena Kostjutschenko. Präsident Putin unterzeichnete das Gesetz am 30. Juni 2013, damit wurde es in Kraft gesetzt. Das Gesetz stellt positive Äußerungen über Homosexualität in Anwesenheit von Minderjährigen oder über Medien wie das Internet unter Strafe.
Seit dem 24. Januar 2014 wird in der russischen Duma ein Antrag von Abgeordneten der größten Partei Einiges Russland und der kleineren liberalen und kommunistischen Partei diskutiert, wonach man das Propagandagesetz relativieren möchte, um es internationalen Standards anzupassen. War bislang vom Propagandaverbot einer nicht traditionellen Beziehung die Rede, soll in Zukunft jegliche Form der sexuellen Beziehung – auch unter Heterosexuellen – bestraft werden, wenn sich daraus ein Aufzwingen einer Priorität auf sexuelle Akte erschließt, die in direkter Form aufgezwungen werden soll. Im Umkehrschluss sehen Aktivisten wie Aleksejew darin keine richtige Veränderung zur jetzigen Rechtslage, da sie befürchten, dass das Gesetz weiterhin als Deckmantel für Verbote von CSDs und anderer Events angewandt wird. Es wird nach der Einschätzung der Aktivisten allerdings erschwert, nun eine Beziehung zweier Homosexueller, die auf reine Beziehung aufgebaut ist, zu verbieten, auch wenn sie in positiver Weise über ein homosexuelles Familienleben berichtet. Die Definition, wie Werte gelebt werden, können in Russland auch auf Homosexuelle in Verbindung mit traditionellen Beziehungen gebracht werden, zudem gilt in Russland das Legalitätsprinzip für die meisten Straftaten. Nach Art. 29 der russischen Verfassung ist die Meinungsfreiheit nur in Ausnahmefällen durch eine Grundrechtsschranke einzudämmen, um bspw. die religiösen Werte einzelner nicht zu verletzen. Das neu geplante Gesetz hingegen schränkt in größeren Maße die Meinungsfreiheit aller Liebenden in einer Weise ein, die – zumindest bei den traditionellen Beziehungen – auch durch die russische Verfassung nach einhelliger Meinung nicht hingenommen werden kann. In Schrifttum und Literatur ist man sich darüber hinaus einig, dass nach Art. 125 Abs. 4 der Verfassung, hier das Verfassungsgericht nur Gesetze als solches, nicht aber seine Anwendung im Einzelfall für verfassungswidrig erklären kann, was zur Folge hat, dass das ganze Gesetz nichtig ist oder im Ganzen bestehen bleibt und für den Fall die Duma erneut beraten muss und erst bei Abschluss des neuen Gesetzes der Einzelbürger davon profitieren wird.

#### Völkerrechtswidrige Anwendung russischer Gesetze im Ausland
Auf den von Russland im russisch-ukrainischen Krieg völkerrechtswidrig besetzten Gebieten der Ukraine (in Teilen der Südostukraine und des Donbass) ist gültiges ukrainisches Recht seit 2014 nicht mehr durchsetzbar, dort werden de facto russische Gesetze angewendet.

#### Nichtanwendbarkeit in Teilen Russlands
In den ukrainisch kontrollierten Teilen Südwestrusslands sind russische Gesetze seit dem 6. August 2024 nicht mehr durchsetzbar.

#### Haltung führender Politiker zur Gesetzgebung
Viele russische Politiker befürworten das Verbot der „homosexuellen Propaganda“; der russische Ministerpräsident Dmitri Medwedew sprach sich aber dagegen aus. „Nicht alle moralischen Fragen, […] Verhaltensgewohnheiten [und] Fragen der zwischenmenschlichen Kommunikation muss man per Gesetz regeln“, erklärte Medwedew in seinem Interview im Oktober 2012.
Die frühere Gesundheitsministerin Weronika Skworzowa, die von Mai 2012 bis Januar 2020 im Amt war, verglich Homosexualität mit einer Krankheit und „schädlichen vermittelten Gewohnheiten“ wie Drogenkonsum oder Rauchen. Trotzdem sollten Lesben und Schwule nicht diskriminiert werden, meinte die Politikerin. Skworzowa betonte auch die wichtige Aufgabe des Staats, die Kinder vor den „pathologischen Repräsentanten des Homosexualismus“ zu schützen. Ähnlicher Meinung ist auch der Autor des Petersburger Gesetzes Witali Milonow, der Homosexualität als eine Prüfung Gottes und eine Krankheit, die „ganz einfach mit Beten und Fasten geheilt werden kann“, bezeichnete.
Der russische Außenminister Sergei Lawrow unterstützt die Verbotsgesetze, die angeblich die russische Gesellschaft vor Homosexuellen schützen sollen. Am 26. Februar 2013 während eines Gesprächs mit dem niederländischen Außenminister Frans Timmermans äußerte er, dass Russland keinerlei Verpflichtungen habe, die „aggressive Propaganda von Homosexualität“ zu erlauben. Lawrow erinnerte daran, dass homosexuelle Handlungen in der Sowjetunion strafbar waren. Der russische Außenminister wies darauf hin, dass Homosexuelle in Russland „ihre Dinge“ „in absoluter Freiheit und ohne Strafe“ treiben könnten und deswegen nicht diskriminiert seien. Der Staat wolle aber die Diskriminierung der entgegengesetzten Richtung beschränken und es nicht zulassen, dass eine kleine Gruppe das Recht erhält, „aggressiv eigene, den meisten Menschen fremde Werte voranzutreiben und sie Kindern aufzuzwängen“, so Lawrow.

#### Haltung weiterer Persönlichkeiten
Im August 2013 kritisierte der US-amerikanische Silbermedaillengewinner Nick Symmonds bei den Leichtathletik-Weltmeisterschaften 2013 in Moskau das Vorgehen der russischen Regierung gegen Homosexuelle und widmete seine Medaille den Schwulen und Lesben. Auch die schwedische Hochspringerin Emma Green Tregaro und die 200-Meter-Sprinterin Moa Hjelmer waren mit in den Farben des Regenbogens lackierten Fingernägeln in den Qualifikationen an den Start gegangen. Die russische Weltmeisterin im Stabhochsprung Jelena Issinbajewa verteidigte kurz darauf das international umstrittene Gesetz.

#### Haltung des deutschen Auswärtigen Amtes und des russischen Generalkonsuls in Deutschland
Nach Kapitel 1, Artikel 15 der Russischen Verfassung ist die Europäische Menschenrechtskonvention – ähnlich wie in vielen anderen europäischen Staaten – oberhalb der nationalen Gesetze anzusiedeln. Das Auswärtige Amt bezeichnete es in diesem Zusammenhang als Verstoß gegen die EMRK, da die Menschenrechte von Minderheiten eingeschränkt werden und die Meinungsfreiheit ohne ersichtlichen Grund geschwächt wird. Art. 29 der russischen Verfassung garantiert Meinungsfreiheit, die nur eingeschränkt werden kann, wenn dadurch soziale oder nationale Gruppen oder deren Glauben in hasserfüllter Form angegriffen werden.
Nach Ansicht mehrerer Vereine in Schrifttum und Literatur verstößt das „Propaganda-Gesetz“ auch gegen die in Art. 19 Abs. 1 festgelegten Rechte der Gleichheit vor dem Gesetz. In Absatz 2 garantiert der Staat dann auch die Gleichheit vor dem Gesetz im Sinne „anderer Umstände“. Hinsichtlich der allgemeinen Akzeptanz von Homosexualität in der westlichen Welt, des regionalen Völkergewohnheitsrechtes der EMRK und der aktuellen Resolutionen der UNO zur Homosexualität ist Homosexualität in großen Teilen als gleichwertig anzusehen. Russland ist einer Vielzahl internationaler Konventionen und Vereinbarungen beigetreten, die die Meinungsfreiheit garantieren. Änderungen der in Kapitel 2 der russischen Verfassung festgelegten Grundrechte sind nach Art. 135 nicht durch die Bundesversammlung, sondern nur durch eine Volksabstimmung möglich an der mindestens die Hälfte der wahlberechtigten Bürger teilnehmen müssen.
Der russische Generalkonsul Andrej Grozow erklärte, dass das Gesetz vor gesundheitlicher Beeinträchtigung schützen solle und Kinder auch ethisch nicht beeinflusst werden sollen. In der Wissenschaft ist hinsichtlich dessen keine negative Beeinflussung nachweisbar, auch wird erklärt, dass gerade junge Homosexuelle in positiver Weise über ihre eigene Homosexualität aufgeklärt werden müssen, damit sie sich vor Geschlechtskrankheiten schützen können.

#### Resolution des Europarates im Oktober 2013
Die Parlamentarische Versammlung des Europarates verurteilte Anfang Oktober 2013 Russland aufgrund des erlassenen Gesetzes gegen Homo-„Propaganda“ wegen Verstoßes gegen die Versammlungsfreiheit und Meinungsäußerungsfreiheit.
Vorangegangen war ein Urteil des EGMR, das unter anderem wegen des Verstoßes den Diskriminierungsschutz der Konvention, das Verbot des CSD in Moskau für rechtswidrig erklärt hatte.

#### Urteil des Menschenrechtsausschusses der Vereinten Nationen
Gegen das regionale Gesetz in der Region Rjasan hatte die Aktivistin Irina Fedotova Beschwerde beim UN-Menschenrechtsausschuss in Genf eingelegt. Der Menschenrechtsausschuss urteilte nun, die russischen Behörden hätten damit gegen das Recht auf Meinungsfreiheit sowie gegen das Diskriminierungsverbot aus dem Internationalen Pakt über bürgerliche und politische Rechte verstoßen. Die Einschränkung der Meinungsfreiheit durch das Gesetz gegen „Homo-Propaganda“ sei „nicht nach vernünftigen und objektiven Kriterien“ erfolgt, heißt es in dem Urteil (1932/2010) des UN Menschenrechtsausschusses. Russland habe weder vernünftige Gründe für ein Verbot vorgelegt, noch habe es heterosexuelle Propaganda ebenfalls verboten. Zuvor hatte GayRussia den Fall vor den Ausschuss gebracht, nachdem mehrere Urteile in Russland die Rechtmäßigkeit der regionalen Propagandagesetze bestätigt hatte. Erstmals seit Inkrafttreten der regionalen Gesetze hat das Bezirksgericht Rjasan dann die Verurteilung – aufgrund des Urteils 1932/2010 des Menschenrechtsausschusses – wieder aufgehoben bzw. abgeändert.

#### Juni 2017: Grundsatzurteil des Europäischen Gerichtshofes für Menschenrechte
Im Juni 2017 wurde das „Homopropaganda-Gesetz“ vom Europäischen Gerichtshof für Menschenrechte als Verstoß gegen die Menschenrechtskonvention bewertet. Dieses Urteil wurde erneut im November 2018 durch ein weiteres Urteil des Europäischen Gerichtshofes für Menschenrechte bestätigt.

### Haltung zu den Rechten von Homosexuellen

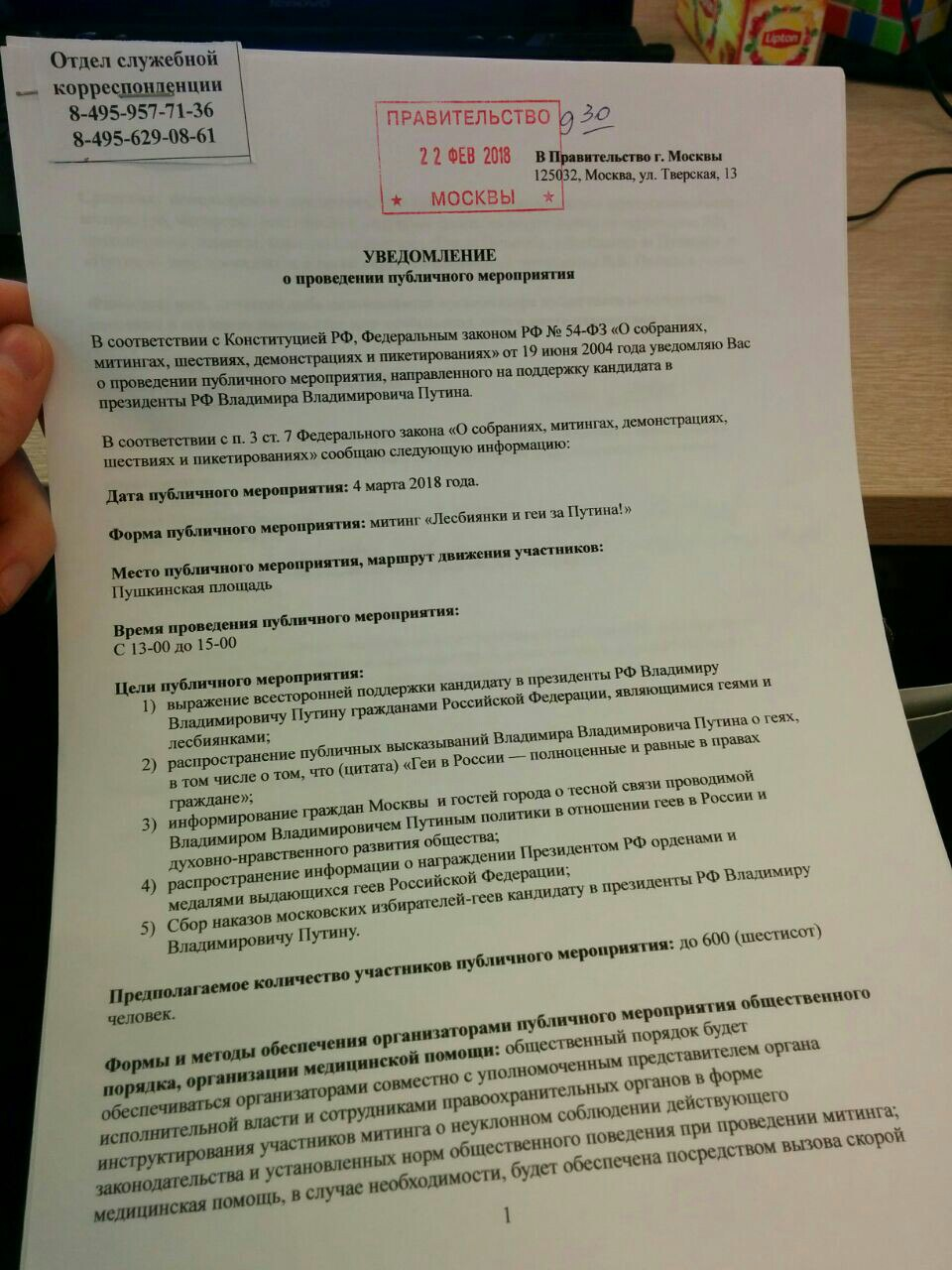
Bewilligung einer LGBT-Kundgebung in Moskau anlässlich der Präsidentschaftswahlen 2018

#### Haltung des Präsidenten Putin
Bereits 2007 bezeichnete der russische Präsident Wladimir Putin die Homosexuellen als Teil eines „demografischen Problems“ Russlands. Dem staatlichen TV-Sender Russia Today zufolge beauftragte Präsident Putin im März 2013 die russische Regierung und das Oberste Gericht Russlands, die Gesetzgebung zum generellen Verbot der Adoption durch gleichgeschlechtliche Paare im Ausland bis zum 1. Juli 2013 zu erarbeiten.
Auf einer Pressekonferenz in Amsterdam, während eines offiziellen Besuchs Putins in den Niederlanden am 8. April 2013, äußerte der russische Präsident zur Frage der Menschenrechte Homosexueller in Russland, es würden keinerlei Rechte sexueller Minderheiten in Russland beschnitten, denn sie „genießen alle Freiheiten und Rechte wie die übrigen Bürger Russlands“. Putin betonte, dass die russische Regierung in Moskau solche Gesetze gegen „Schwulenpropaganda“, die in manchen russischen Regionen verabschiedet werden, kaum beeinflussen kann. Die Öffnung der Ehe für gleichgeschlechtliche Paare in Russland sei aus der Sicht des russischen Präsidenten undenkbar, denn das könnte etwa in Tschetschenien Tote geben.

#### Haltung zur Kindererziehung durch Homosexuelle
Das russische Konsulat in London warnte im Juli 2012 russische Eltern vor der „miserablen Unterbringung ihrer Kinder in manchen britischen Sprachschulen“. Unter anderem ging es darum, dass die Kinder, die in England auf Sprachferien sind, bei homosexuellen Gasteltern untergebracht würden.
Im Oktober 2012 erwähnte der russische Ermächtigte des Präsidenten über die Rechte der Kinder Pawel Astachow in einem Interview, er schlage dem Präsidenten vor, die Liste der Krankheiten, wegen deren mit Kindern arbeitende Pädagogen und Erzieher entlassen werden können, zu ergänzen. Astachow war erstaunt, dass die vorhandene Liste keine sexuellen Präferenzen beinhalte und „gleichgeschlechtliche Liebe praktizierende Menschen“ sowie Pädophile, Zoophile, Nekrophile und verschiedene Fetischisten mit Kindern arbeiten können.
Im Februar 2013 berichtete das russische Außenministerium über die notwendige Überprüfung der möglichen „psychischen Schäden“, die einem russischen Waisenkind durch die Adoption durch eine US-Bürgerin zugefügt worden seien, die in einer lesbischen Beziehung lebte und dies beim Ausfüllen der Adoptionsunterlagen vor den russischen Behörden verheimlicht habe.
Die Vorsitzende des Duma-Ausschusses für Angelegenheiten von Familien, Frauen und Kindern Jelena Misulina äußerte in ihrem Interview am 24. Februar 2013 in der Talk-Show Wladimir Posners auf Perwy kanal, dass gleichgeschlechtliche Paare Kinder adoptieren wollen, weshalb sie daran Interesse hätten, dass es Waisenkinder gäbe. Außerdem sagte die Politikerin, dass durch künstliche Befruchtung zur Welt gekommene Kinder in der zweiten Generation unfruchtbar seien.
Nachdem die Unterkammer des französischen Parlaments die Einführung der gleichgeschlechtlichen Ehe gebilligt hatte, erklärte der russische Ermächtigte des Präsidenten über die Rechte der Kinder Pawel Astachow, dass Russland keine Waisenkinder zur Adoption durch homosexuelle Ehepaare freigeben wird. Am 3. Juni 2013 unterschrieb Präsident Wladimir Putin das föderale Gesetz Nr. 167, das die Adoption von Waisenkindern durch gleichgeschlechtliche Ehepaare verbietet. Zuvor war das Gesetz in der Duma einstimmig angenommen worden. Vom Gesetz, das sowohl Auswirkungen auf das russische Zivil- bzw. Familienrecht hat, sind auch Adoptionen durch jegliche alleinstehende Personen betroffen, die außerhalb Russlands in Ländern leben, in denen die gleichgeschlechtliche Ehe anerkannt wird. Damit werden Singles mit Adoptionswunsch pauschal unter Verdacht gestellt, homosexuell zu sein. Das Ziel des Gesetzes sei der Schutz des Kindes vor „künstlicher Aufdrängung eines unkonventionellen Sexualverhaltens“ sowie vor „Entstehung von Komplexen, seelischen Leiden und Stress“ durch die gleichgeschlechtliche Eltern. Anlass für das Gesetz war die Anerkennung gleichgeschlechtlicher Ehen in Frankreich, die gleichgeschlechtlichen Paaren auch die Adoption von Kindern ermöglicht.
Am 5. September 2013 wurde in die Duma ein neuer Gesetzentwurf vorgelegt, der das russische Familiengesetzbuch ergänzt und es vorsieht, den Eltern, die „nicht traditionelle sexuelle Beziehungen zulassen“, das Sorgerecht für ihre adoptierten und leiblichen Kinder zu entziehen.

## Haltung der Religionsgemeinschaften

### Christentum

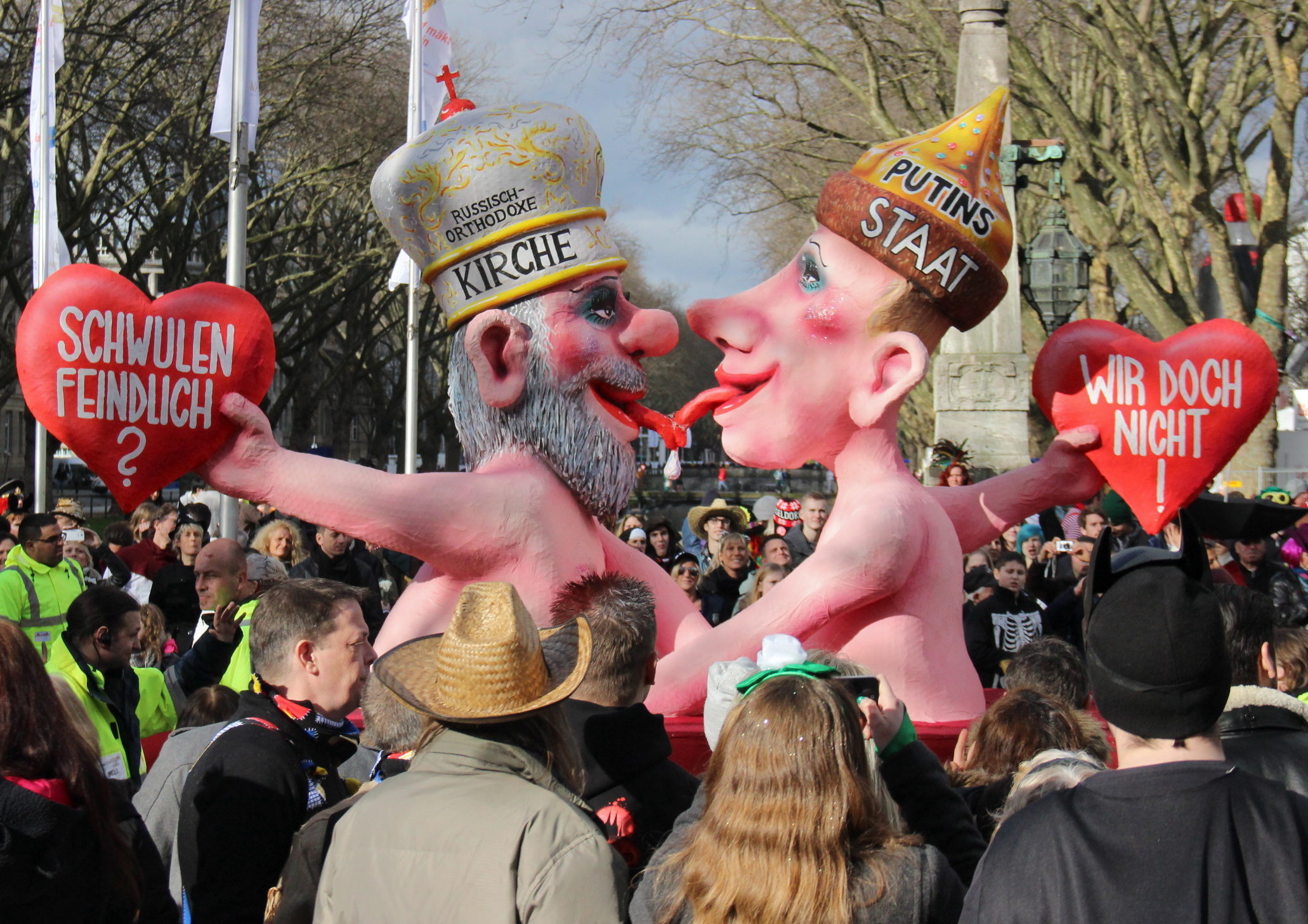
Karnevalswagen zur homophoben Haltung Putins und der Kirche beim Rosenmontagszug in Düsseldorf 2014

In Teilen des Christentums wird Homosexualität als Krankheit und ihre Praktizierung als Sünde angesehen. Die Russisch-Orthodoxe Kirche zählt Homosexualität zu den „unmoralische[n] westliche[n] Einflüsse[n]“. Der Kirchensprecher Wsewolod Tschaplin sagte, dass die öffentliche Zurschaustellung der homosexuellen Lebensweise von der russischen Gesellschaft abgelehnt und Menschen zu Protesten auffordern wird. Tschaplin warnte vor dem negativen Einfluss sexueller Minderheiten auf Kinder. Die Orthodoxen sind auch gegen Kinderadoption von Menschen, die ihre Homosexualität offen proklamieren. Die Kirche lehnt die Gleichstellung gleichgeschlechtlicher Paare mit den „traditionellen Familien“ ab und ist gegen eine staatliche Unterstützung solcher Paare.
In seiner Rede am 7. Januar 2013 zur orthodoxen Weihnachtsfeier verglich der Patriarch Kyrill von Moskau und ganz Russland Homosexualität mit Trunkenheit, Drogenkonsum, Ehebruch und Prostitution und zählte sie neben den anderen aufgezählten „Übeln“ zu den Ursachen des Bruches traditioneller Familien. In einem TV-Interview zum orthodoxen Osterfest am 5. Mai nannte Kyrill I. die gleichgeschlechtliche Ehe ein „Laster“, das zu einer „Zerstörung der Persönlichkeit“ und zu möglichen wirtschaftlichen, finanziellen, politischen oder ökologischen Krisen führe. Die großen Proteste in Paris gegen die Ehe-Öffnung seien für den Patriarchen eine „erfreuliche Überraschung“ gewesen. Im Juli 2013 erklärte Kyrill bei einem Gottesdienst in Moskau, legalisierte gleichgeschlechtliche Verbindungen seien „ein sehr gefährliches apokalyptisches Symptom“. Die gesetzliche Legitimierung der „Homo-Ehe“ bedeute, dass „das Volk den Pfad der Selbstzerstörung einschlage“.
Der russische Journalist Wladimir Posner bezeichnet die Russisch-Orthodoxe Kirche als die Hauptquelle der Homophobie in Russland.

### Islam
Im Islam werden homosexuelle Handlungen mehrheitlich abgelehnt. Im Februar 2006 verkündete der Großmufti von Russland, Talgat Tadschuddin, anlässlich des geplanten ersten „Moscow Pride“, Mohammed selbst habe angeordnet, Homosexuelle zu töten, da ihr Verhalten zum Ende der menschlichen Rasse führe. Man solle Homosexuelle auspeitschen, wenn sie auf die Straße gehen sollten. Jeder normale Mensch würde dies tun – sowohl Moslems als auch orthodoxe Christen.
Andere Geistliche haben sich von dieser harten Rhetorik distanziert, nicht jedoch von der Ablehnung der Homosexualität. Mufti Nafigulla Aschirow, zuständig für den asiatischen Teil des Landes, sprach sich gegen Gewalt aus, sagte aber auch, dass schwule Paraden keinen Platz im Leben von normalen Menschen haben sollten.

### Judentum
Teile des Judentums lehnen homosexuelle Handlungen ab. Oberrabbiner Berel Lazar bezeichnete Homosexuelle als „sexuell Perverse“ und die Parade als einen Verstoß gegen die Moral, er verglich sie mit Mohammed-Karikaturen.

## Homosexualität in der Kultur

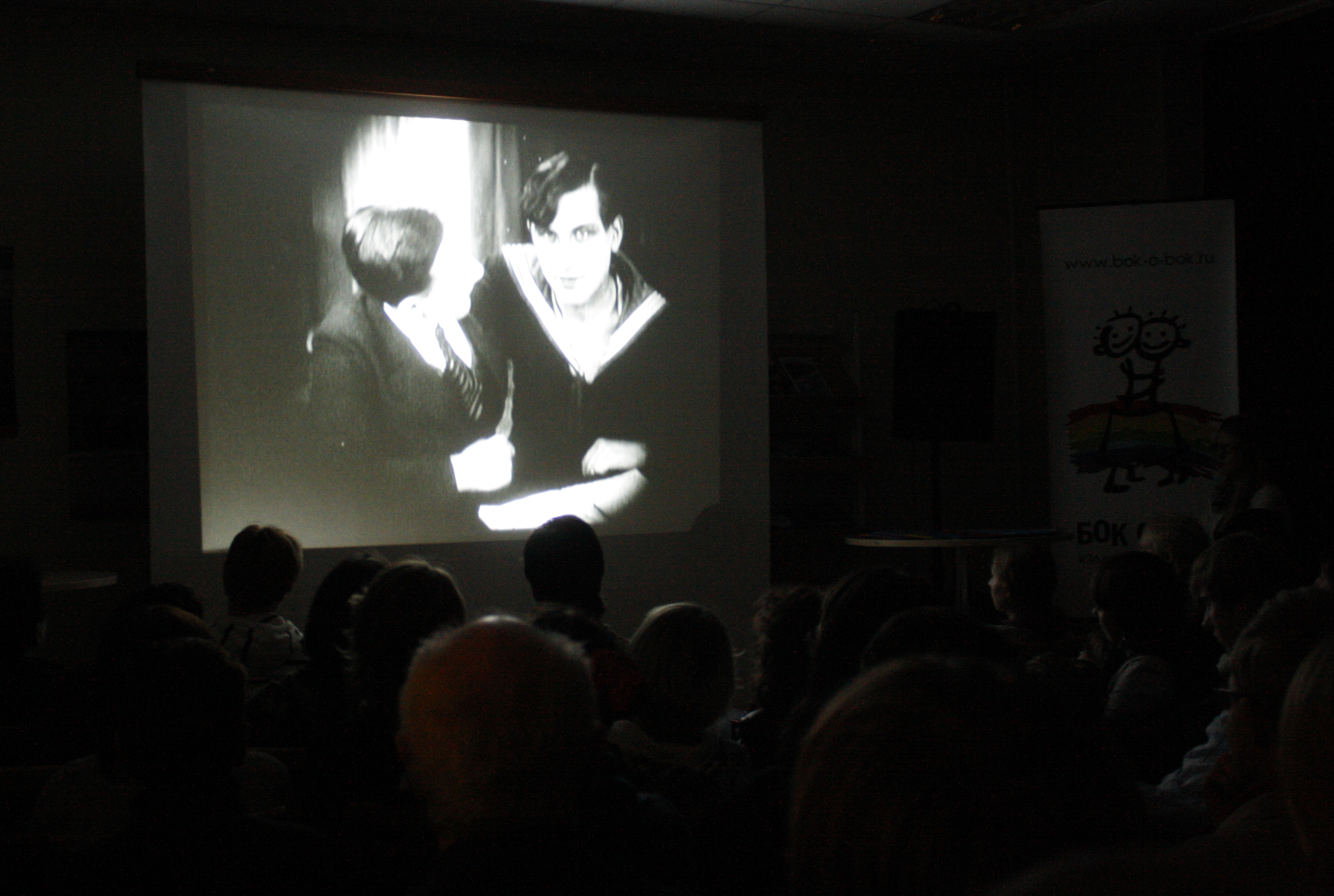
Präsentation des Films Anders als die Andern beim Internationalen Schwul-Lesbischen Filmfestival „Side by Side“ in Sankt Petersburg im Oktober 2009

### Schwul-lesbische Kultur
Einen ersten Versuch, eine LGBT-Zeitschrift zu veröffentlichen, gab es bereits 1989. Die Zeitung Tema (dt. Thema, in der russischen Umgangssprache vergleichbar mit dem Begriff Szene) erschien bis Ende 1990. In späteren Jahren kamen einige andere nicht periodische Zeitungen und Zeitschriften für Schwule und Lesben hinzu, die aber nicht lange existierten.
Das einzige in Russland existierende schwule Magazin Kvir (engl. queer), das seit August 2003 regelmäßig erscheint, stellte mit der Dezember-Ausgabe 2012 seine Print-Veröffentlichung ein und wechselte zum Online-Format.
Seit Dezember 1999 erscheint im so genannten Samisdat, also im Selbstverlag, die lesbische Literaturzeitschrift Ostrow („Insel“, als Hinweis auf die Insel Lesbos). Die Zeitschrift erscheint in der Regel viermal im Jahr in einer Auflagenhöhe von 200 Exemplaren. Sie veröffentlicht Texte von Frauen und für Frauen – Poesie, Prosa und Publizistik. Bislang sind über 50 Ausgaben erschienen. Ostrow ist zum gegenwärtigen Zeitpunkt die älteste und einzige Zeitschrift Russlands für lesbische Frauen. Für Texte größeren Umfangs ist eine Literaturbeilage vorgesehen, die im ähnlichen Rhythmus wie das Journal selbst erscheint. Seit 2012 existiert auf Basis der Zeitschrift das Kultur- und Bildungprojekt „Ostrow“ – eine Internet-Seite, auf der die bisher erschienenen Ausgaben nach und nach zugänglich gemacht werden sollen. Das Projekt bietet damit einen Überblick über feministisch-lesbische Texte in Russland in den letzten 15 Jahren.

### Darstellung von Homosexuellen in den Medien
Russisches Kino und Fernsehen widmen sich ganz selten dem Thema Homosexualität. Die homosexuellen Figuren, die zu sehen sind, sind meist klischeehafte Nebenfiguren. In den 2000er Jahren kamen die ersten Filme heraus, die schwule bzw. lesbische Figuren in Hauptrollen zeigten. Der 2004 erschienene Film You I Love ist eine Dreiecksgeschichte zwischen einer Frau und zwei Männern. Die Tragikomödie Wesseltschaki aus dem Jahr 2009 erzählt über Drag Queens, der Film You and I von 2011 erzählt eine lesbische Liebesgeschichte.
Die russische Neuverfilmung der spanischen Serie Física o Química löste in der Gesellschaft breite und heftige Diskussionen aus. Allerdings wurde die Serie nach der ersten Staffel eingestellt, bevor die Love-Story zwischen zwei jungen Männern zu einer Hauptlinien der Serie werden konnte.
Der russische Sender TNT verschob die zweite Staffel der Serie Glee in die spätere Nacht (um 3 Uhr), trotzdem wurde der erste Kuss zwischen Kurt und Blaine aus der im Januar 2013 gezeigten Folge herausgeschnitten, was viele wütende Meldungen im russischen Twitter verursachte.
Am 10. Februar 2013 behauptete der russische staatliche Fernsehsender Rossija 1 im Bericht über das Bestreben der französischen Regierung, eine gleichgeschlechtliche Ehe einzuführen, dass 40 Prozent der in Regenbogenfamilien aufgewachsenen Menschen, sexuell übertragbare Erkrankungen hätten, 40 Prozent zum Ehebruch neigen und noch zwölf Prozent mindestens ein Mal an Suizid gedacht hätten. Außerdem wurde berichtet, dass sich 98 Prozent der französischen Homosexuellen keine Kinder wünschen und 79 Prozent von ihnen nur sexuelle Kontakte mit Unbekannten hätten.
Das Vorhaben des russischen Regisseurs Kirill Serebrennikow, das Leben von Pjotr Iljitsch Tschaikowski zu verfilmen, scheiterte im Herbst 2013 daran, dass Serebrennikow keine ausreichende Finanzierung für die Dreharbeiten finden konnte. Außerdem forderte der russische Kulturminister Wladimir Medinski das Privatleben des Komponisten und seine Homosexualität außen vor zu lassen. Laut dem staatlichen Kinofonds hätte das Projekt einfach kein kommerzielles Potential. Das Projekt verlor auch andere Sponsoren, die sich in einem „skandalösen“ Film nicht beteiligen wollten. Bisher bleibt es unklar, ob und wann die Dreharbeiten anfangen.
Aufsehen erregte auch das Verbot von Kirill Serebrennikows Arbeit im Juli 2017 am Bolschoi-Theater, ein gemeinsam mit dem Choreographen Juri Possochow erarbeitetes Ballett über die Persönlichkeit des Rudolf Nurejew, dessen Uraufführung auf 2018 verschoben wurde.
2022 wurde das Buch Sommer im Pionierhalstuch, das von der Beziehung eines Pioniers und eines betreuenden Komsomolzen in einem Pionierlager in der Sowjetunion handelt, zum Bestseller, gerade weil es von Propagandisten wie Sachar Prilepin und Dmitri Kisseljow aufs Heftigste bekämpft wurde. Die Autorinnen Katerina Silwanowa und Jelena Malissowa sowie der Verlag wurden mit Drohungen eingeschüchtert; teils wurde das Buch von Nationaltraditionalisten gekauft mit der ursprünglichen Intention aufgekauft, es zu verbrennen. Der Vorwurf der Konservativen lautete auf „LGBT-Propaganda“.

### Musik und Prominente

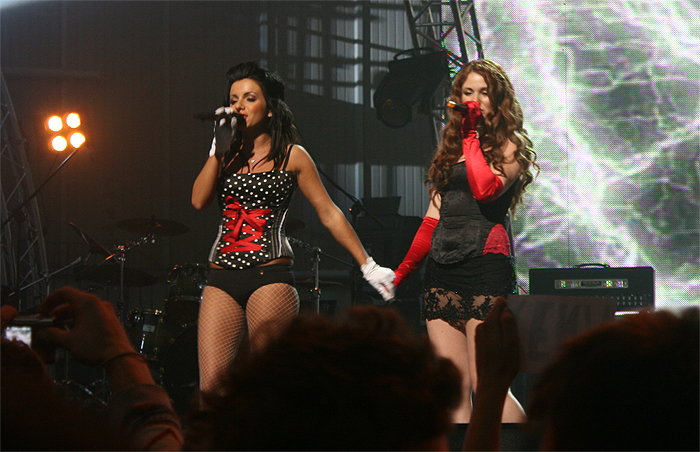
Das als lesbisch geltende Pop-Duo t.A.T.u. war in den 2000er Jahren in Russland sehr erfolgreich.

In Russland gibt es keine geouteten Prominenten. Der Popsänger Boris Moissejew hatte sich in den frühen 1990er Jahren geoutet, im Jahr 2010 eine Homosexualität aber in einem Interview gegenüber dem Sender TNT widerrufen. Mehrere seiner Konzerte mussten nach Protesten religiöser Aktivisten abgesagt werden.
Dem russischen Pop-Duo t.A.T.u. wurde oft vorgeworfen, es würde Homosexualität und Pädophilie propagieren. Tabulose Spielchen auf der Bühne und die Anspielung auf die angebliche Homosexualität der beiden Sängerinnen wurden zum festen Bestandteil ihrer Auftritte. Auch in ihren Musikvideos greifen Lena Katina und Julia Wolkowa das Thema auf. Das im Dezember 2000 veröffentlichte Musikvideo „Ja soschla s uma“ (zu Deutsch „Ich habe den Verstand verloren“) zeigt einen intensiven Kuss zwischen den beiden Sängerinnen und belichtet die abweisende Reaktion anderer Personen. Obwohl viel kritisiert, wurde das Musikvideo im Musikfernsehen ausgesprochen häufig gesendet und vielfach ausgezeichnet (MTV Video Music Award 2001, MTV Russia Music Video of the Year). Laut eigener Aussage lag das Bestreben der Band nicht darin Homosexualität anzupreisen, sondern als natürlichen Lebensstil zu profilieren, der nicht länger als seltsam verpönt sein soll. 2014 äußerte sich Wolkowa in einer russischen TV-Show schwulenfeindlich und sagte, sie würde eine lesbische Tochter unterstützen, aber einen schwulen Sohn nicht akzeptieren und sogar verachten, denn zwei Frauen seien ästhetisch und zwei Männer seien widernatürlich. Katina trat dagegen wiederholt öffentlich für LGBT-Rechte ein.

### Prozesse gegen westliche Stars
Am 11. Oktober 2012 begann ein Petersburger Gericht mit der Prüfung einer Klage gegen Madonna wegen angeblicher „homosexueller Propaganda“ bei ihrem Auftritt im August, während dessen sie zur Toleranz gegenüber Homosexuellen aufrief und damit die Gefühle mehrerer Gläubiger verletzt und gegen das Gesetz, das die „Homopropaganda“ verbietet, verstoßen haben soll. Die Schadenersatzforderung betrug umgerechnet 8,3 Millionen Euro. Die Klage gegen Madonna wurde am 22. November vom Gericht abgewiesen und die Kläger müssen die Anwaltskosten der mitangeklagten Konzertveranstalter tragen.
Lady Gaga wurde nach einem Konzert in St. Petersburg am 9. Dezember 2012 ebenfalls vom Petersburger Stadtverordneten Witali Milonow verklagt, weil sie bei ihrem Auftritt Jugendliche zum Coming Out animiert habe, auch in diesem Fall wurde die Klage letztlich abgewiesen.